# Aulo Postumio Albino (cónsul 99 a. C.)
Aulo Postumio Albino  fue un político y militar de la República Romana. Fue elegido segundo cónsul en el año 99 a. C., junto a Marco Antonio Orator. Cicerón lo menciona como un gran orador. Durante su gobierno un senatusconsultum sobre un tema religioso relativo a Marte fue aprobado.

## Familia
Aulo Postumio Albino fue el padre adoptivo del militar y asesino de Cayo Julio César, Décimo Junio Bruto Albino y por ello Bruto recibió el agnomen de Albino. 
Aulo Postumio fue el nieto de Póstumo Albino Magno, que fue cónsul en el año 148 a. C., el año del gran incendio de Roma, y al que Cicerón menciona como buen orador, y sobrino del cónsul del año 110 a. C. Espurio Postumio Albino. Se cree que fue hijo del Aulo Postumio Albino que sirvió como propretor en la provincia de África y que fue el general que comandaba la fuerza que fue atacada por el rey Yugurta de Numidia. 

## Carrera política
En el año 89 a. C. Aulo volvió al servicio militar, sirviendo como legado de Sila durante la Guerra Social. Fue encargado del mando de la flota romana en el asedio de Pompeya, bloqueando el puerto, pero demostró ser tan impopular, que las tropas le apedrearon hasta su muerte. El resumen que se conserva de la Historia de Tito Livio dice que los soldados lo hicieron por sospechar de la conducta traicionera de Albino.